# Jean Henri Hassenfratz
Jean Henri Hassenfratz (Montmartre, París, 27 desembre 1755 - París, 24 febrer 1827) fou un químic i físic francès conegut per haver dissenyat amb Pierre Auguste Adet el primer sistema de símbols químics. Fou el primer professor de física de l’École Polytechnique i un dels primers inspectors de mines de França.

## Vida

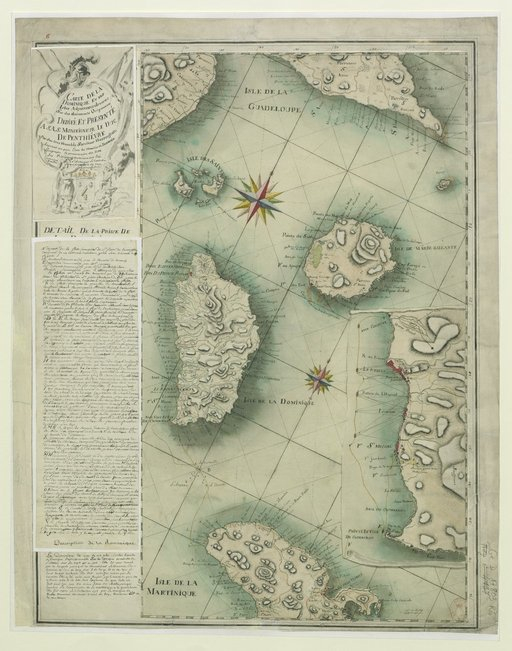
Mapa de l'illa de Dominica realitzat per Hassenfratz el 1779

En la seva joventut Hassenfratz fou un autodidacta i aventurer. Als 14-16 viatjà a l'illa de Martinica. En retornar a França sis anys després es dedicà a l'aplicació pràctica de les arts, treballà com a aprenent colorista en una indústria per a la impressió del calicó a St. Denis, i com a fuster amb Nicolas Fourneau (1726-1792). El 1778 estudià geografia amb Jean Baptiste Beaurain (1730-?), geògraf reial, el qual li encarregà elaborar un mapa de totes les batalles que havien tingut lloc durant la presa de la Dominica. Després, Hassenfratz continuà els seus estudis de cartografia amb Jean Chevalier de Champigny (1712-1787). Entre 1780 i 1781 seguí els cursos del matemàtic Gaspard Monge (1746-1818). Beaurain l'ajudà a obtenir el nomenament d'enginyer geògraf del Regiment de Dragons de la Reina el 1781 i la de professor de física al mateix regiment. Es convertí en amic de Balthazar Sage (1740-1824) que li permeté convertir-se en un membre de la primera promoció d'estudiants de l’École des Mines. En 1782 fou enviat pel govern francès en una missió per Estíria i Caríntia a Àustria per estudiar l'art del ferro i la fabricació d'acer (1783-1784). El gener de 1785 fou nomenat Sotsinspector de Mines.
En la dècada de 1780, Monge el presentà a Antoine Laurent Lavoisier (1743-1794) el qual el nomenà director del seu laboratori. El 1786, Lavoisier el presentà com a candidat a membre de l’Académie des Sciences, proposta que fou rebutjada. Hassenfratz fou professor de física a l'École des Mines entre 1786 i 1788. Gairebé al mateix temps fou admès a la maçoneria. Gràcies al suport de Fourcroy i Pierre Jean Claude Mauduyt de la Varenne (1732-1792) fou nomenat membre corresponent de la Société Royale de Médecine (1783).
Entre 1791 i 1793, Lavoisier i Hassenfratz estaven entre els 30 membres del Bureau de Consultation des Arts et Métiers que tenia per objecte avaluar, certificar, i, finalment, recompensar invencions tècniques que es presenten en les diferents arts. Amb la Revolució Francesa es convertí en un apassionat de les noves idees i compromès profundament en la política. En 1790 publicà un Manuel militaire de l'infanterie, cavalerie et Artillerie nationale i el 1792 es convertí en membre de la Société du Patriotique Luxemburg, fundada per Jean Nicolas Pache (1746-1823) i Monge. L'agost de 1792 es convertí en membre de la Comuna de París i el 1793 Pache, el ministre de la Guerra, el nomenà director de l'administració de material de guerra al Ministeri. Com jacobí molt actiu, s'involucrà en els esdeveniments revolucionaris de 1792-1793, sobretot en el famós 31 de maig 1793 que portà a la caiguda dels girondins. També contribuí al debat en l'educació pública mitjançant l'avanç formació tècnica.
Fou nomenat professor de física general a l’École Polytechnique quan fou fundada el 1794. Es convertí en cap del Faubourg Saint-Marceau durant la insurrecció del 20 de maig de 1795. Es refugià a Sedan (Ardenes) per tal d'escapar a la persecució dels termidorians. En acabar-se el govern del Terror retornà a París l'octubre de 1795, i es convertí en professor de física i química; professor de la metal·lúrgia a l’École des Mines (fins a 1822) i instructor de física general a l’École Centrale des Travaux Publics. Cap a la mateixa època, fou ascendit a Inspector de mines. Hassenfratz dissenyà el primer curs de Tecnologia donat a França i tingué un paper important en la preparació del primer pla d'estudis de l'École Polytechnique, i al Conservatori d'Arts i Oficis. En 1791 fou admès a la Société d'Histoire Naturelle. Hassenfratz fou convidat a presentar la seva renúncia el 1814, en ser nomenat professor emèrit amb dret a pensió. El govern francès, durant l'ocupació de Savoia, transferí l’École des Mines a Moûtiers i Hassenfratz fou nomenat professor de química.

## Obra

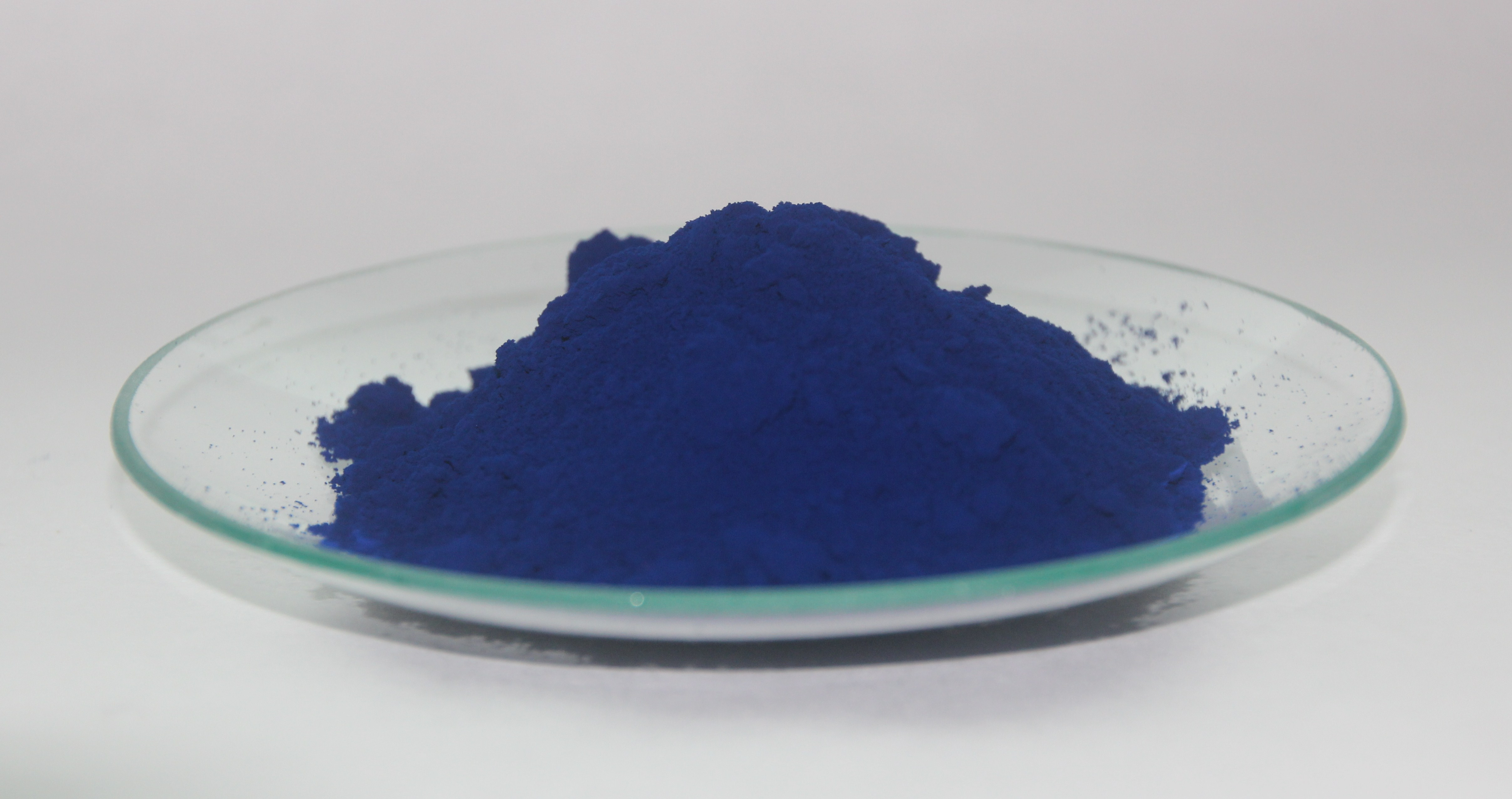
Pigment blau de Prússia

Entre 1786-1787, treballà amb Lavoisier amb el blau de Prússia, prengué part en la controvèrsia sobre el flogist, col·laborà en la redacció de Descriptions des Arts et Métiers, una enciclopèdia dedicada a recollir i difusió coneixement artesanal i fins a 1792 publicà profusament a Annales de Chimie, revista que havia ajudat a fundar.

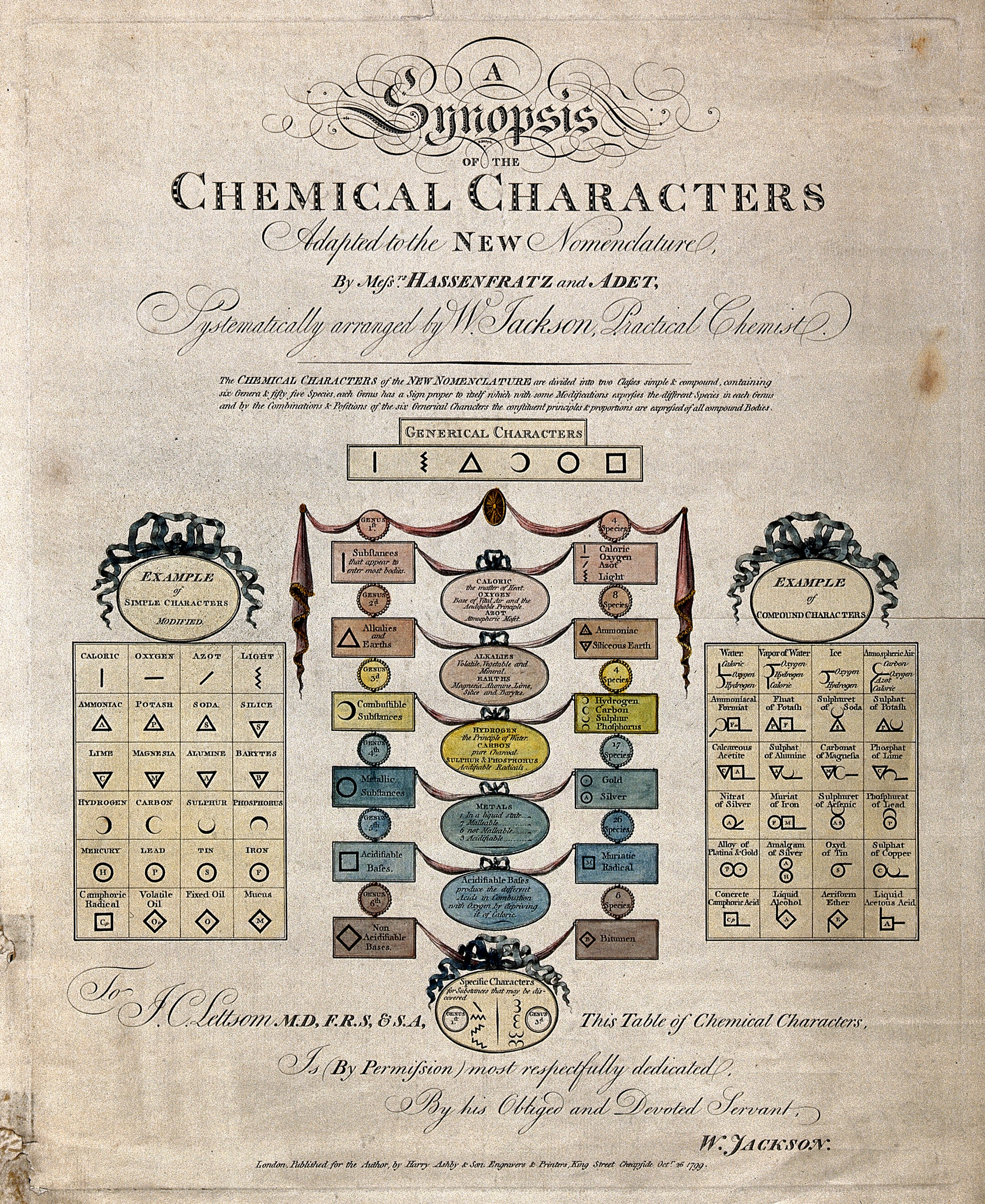
Versió anglesa resumida de la proposta de símbols de Hassenfratz i Adet, realitzada el 1799 per William Jackson.

Dissenyà amb Pierre Auguste Adet (1763-1832) una notació química seguint la nova nomenclatura de Louis Bernard Guyton de Morveau (1737-1816), Antoine Laurent Lavoisier, Antoine François de Fourcroy (1750-1809) i Claude Louis Berthollet (1748-1822) i que fou publicada el 1787 al llibre Méthode de Noménclature Chimique. Durant 1790 Hassenfratz estudià la destil·lació de la fusta i realitzà nombroses experiències relacionades amb el cultiu d'arbres.

### Obres
- de Morveau, Guyton. Nouveau Système de caractères chimiques, 1787.
- Desray. École d'exercice, ou Manuel militaire à l'usage de toutes les gardes nationales du royaume, infanterie, cavalerie et artillerie, 1790. connut deux autres éditions :
  - Catéchisme militaire, ou manuel du garde national, Paris 1790
  - Cours révolutionnaire d'administration militaire (Paris 1794).
- Firmin Didot. Sidérotechnie, ou l'art de traiter les minéraux de fer, pour en obtenir de la fonte, du fer et de l'acier (4 vol.), 1812.
- Dictionnaire physique de l'Encyclopédie (Paris 1816-21, 4 vol.);
- Encyclopédie Méthodique (Dictionnaire de Physique). Paris 1816-21, 4 vol.
- Traité théorique et pratique de l'art de calciner la pierre calcaire, et de fabriquer toutes sortes de mortiers, ciments, bétons etc., soit à bras d'hommes, soit à l'aide de machines, 1825.